# Calathea
Calathea és un gènere de plantes angiospermes de la família de les marantàcies, natives del sud de Mèxic i l'Amèrica tropical.
A les zones temperades aquestes plantes s'usen com a decoració interior.

## Taxonomia
Aquest gènere va ser publicat per primer cop l'any 1818 a l'obra Primitiae Florae Essequeboensis adjectis descriptionibus centum circiter stirpium novarum, observationibusque criticis del botànic alemany Georg Friedrich Wilhelm Meyer (1782-1856).

### Espècies
Dins d'aquest gènere es reconeixen les 59 espècies següents:
- Calathea anderssonii H.Kenn.
- Calathea anulque H.Kenn.
- Calathea asplundii H.Kenn.
- Calathea barryi H.Kenn.
- Calathea brenesii Standl.
- Calathea caesariata H.Kenn.
- Calathea calderon-saenzii H.Kenn. & M.Serna
- Calathea carlae H.Kenn.
- Calathea casupito (Jacq.) G.Mey.
- Calathea chiriquensis H.Kenn.
- Calathea cofaniorum H.Kenn.
- Calathea confusa H.Kenn.
- Calathea congesta H.Kenn.
- Calathea croatii H.Kenn.
- Calathea crotalifera S.Watson
- Calathea erythrolepis L.B.Sm. & Idrobo
- Calathea fredgandersii H.Kenn.
- Calathea fredii H.Kenn.
- Calathea galdamesiana H.Kenn. & Rod.Flores
- Calathea gentryi H.Kenn.
- Calathea grandifolia Lindl.
- Calathea guzmanioides L.B.Sm. & Idrobo
- Calathea hagbergii H.Kenn.
- Calathea harlingii H.Kenn.
- Calathea inscripta (W.Bull) N.E.Br.
- Calathea ischnosiphonoides H.Kenn.
- Calathea jondule H.Kenn. & Hammel
- Calathea lanibracteata H.Kenn.
- Calathea lanicaulis H.Kenn.
- Calathea lasiostachya Donn.Sm.
- Calathea lateralis (Ruiz & Pav.) Lindl.
- Calathea latrinotecta H.Kenn.
- Calathea lutea (Aubl.) E.Mey. ex Schult.
- Calathea marantina (Willd. ex Körn.) K.Koch
- Calathea monstera H.Kenn.
- Calathea multispicata H.Kenn. & M.Serna
- Calathea neillii H.Kenn.
- Calathea neurophylla H.Kenn.
- Calathea nitens (W.Bull) Ender
- Calathea oscariana H.Kenn.
- Calathea platystachya Standl. & L.O.Williams
- Calathea pluriplicata H.Kenn.
- Calathea plurispicata H.Kenn.
- Calathea ravenii H.Kenn.
- Calathea recurvata H.Kenn.
- Calathea retroflexa H.Kenn.
- Calathea rubribracteata H.Kenn.
- Calathea shishicoensis H.Kenn.
- Calathea similis H.Kenn.
- Calathea spiralis H.Kenn.
- Calathea striata H.Kenn.
- Calathea tarrazuensis H.Kenn.
- Calathea timothei H.Kenn.
- Calathea toroi S.Suárez
- Calathea trianae L.B.Sm. & Idrobo
- Calathea utilis H.Kenn.
- Calathea velutinifolia H.Kenn.
- Calathea verruculosa H.Kenn.
- Calathea yawankama H.Kenn.